# Slavgorod
Slavgorod (in russo Славгород?) è una città della Russia meridionale di circa 35 000 abitanti, situata nel Territorio dell'Altaj, nei pressi dei laghi di Sekači e di Bol'šoe Jarovoe.
Slavgorod è nota per le sue industrie alimentari e meccaniche.